# 萨尔贡一世 (亚述)
萨尔贡一世（活动时间公元前20世纪）是阿卡德时期（即沙姆希阿达德一世征服亚述之前）亚述城邦的统治者。 他的地位不应被理解为“国王”，因为他的职位（“伊沙库”）在以前主要是一个管理宗教事务的头衔。然而此时由于亚述商业活动的扩张，伊沙库无疑已具有超过以往的权力。在卡帕多细亚地区发现了一块盖有萨尔贡一世印章的泥板，这也许说明他的权力已经抵达那里。考古学家对萨尔贡一世的其他情况一无所知，虽然他的名字“萨尔贡”很引人注意：在古代西亚，使用这一名字的统治者大多是通过非常手段获得权力的。
| 前任： 伊库努姆 | 亚述伊沙库 约前1920年~前1881年 | 繼任： 普祖尔亚述二世 |